# Ucieczka 5:55

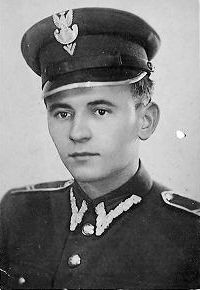
Jan Kępa

Ucieczka 5:55 – drugi singel z siódmego studyjnego albumu zespołu Elektryczne Gitary.

## Tematyka utworu
Piosenka opowiada historię romantycznej, tragicznie zakończonej, próby ucieczki z Polski Ludowej sierżanta Jana Kępy w 1951.
Kępa był zastępcą dowódcy strażnicy do spraw zwiadu strażnicy WOP w Pokrzywnej podlegającej pod 45 Batalion WOP w Prudniku. Zdecydował się na kwalifikowaną jako dezercja ucieczkę z Polski Ludowej, chcąc dostać się do amerykańskiej strefy okupacyjnej: przez Czechosłowację i Austrię do Republiki Federalnej Niemiec wraz z 8 innymi osobami. W ich poszukiwaniach uczestniczyła grupa operacyjna Korpusu Bezpieczeństwa Wewnętrznego z batalionu w Prudniku i Katowicach. Uciekinierzy zostali zatrzymani 17 marca po wymianie ognia z wojskiem Republiki Czechosłowackiej. Kępa został skazany na karę śmierci. Został rozstrzelany 28 sierpnia 1951 w areszcie w Bytomiu.

## Wykonawcy
- Kuba Sienkiewicz – gitara elektryczna, śpiew
- Piotr Łojek – instrumenty klawiszowe, harmonijka
- Tomasz Grochowalski – gitara basowa, kontrabas
- Aleksander Korecki – saksofon, flet
- Leon Paduch – perkusja, instrumenty perkusyjne
- Jacek Wąsowski – gitara prowadząca, banjo

oraz gościnnie:
- Grzegorz Rytka – saksofon tenorowy
- Piotr Korzeniowski – trąbka